# Qatar Ladies Open 2022
Il Qatar Ladies Open 2022, conosciuto anche come Qatar Total Open 2022 per motivi di sponsorizzazione, è un torneo di tennis giocato sul cemento. È la 20ª edizione del Qatar Ladies Open, che fa parte della categoria WTA 1000 nell'ambito del WTA Tour 2022. Si gioca nel Khalifa International Tennis Complex di Doha, in Qatar, dal 21 al 28 febbraio 2022.

## Partecipanti singolare

### Teste di serie
| Nazionalità | Giocatrice         | Ranking* | Testa di serie |
| ----------- | ------------------ | -------- | -------------- |
| Bielorussia | Aryna Sabalenka    | 2        | 1              |
| Rep. Ceca   | Barbora Krejčíková | 3        | 2              |
| Spagna      | Paula Badosa       | 5        | 3              |
| Estonia     | Anett Kontaveit    | 6        | 4              |
| Spagna      | Garbiñe Muguruza   | 7        | 5              |
| Grecia      | Maria Sakkari      | 8        | 6              |
| Polonia     | Iga Świątek        | 9        | 7              |
| Tunisia     | Ons Jabeur         | 10       | 8              |
| Stati Uniti | Jessica Pegula     | 14       | 9              |
| Ucraina     | Elina Svitolina    | 15       | 10             |
| Kazakistan  | Elena Rybakina     | 16       | 11             |
| Bielorussia | Viktoryja Azaranka | 17       | 12             |
| Germania    | Angelique Kerber   | 18       | 13             |
| Stati Uniti | Coco Gauff         | 20       | 14             |
| Lettonia    | Jeļena Ostapenko   | 21       | 15             |
| Belgio      | Elise Mertens      | 22       | 16             |

* Ranking al 14 febbraio 2022.

### Altre partecipanti
Le seguenti giocatrici hanno ricevuto una wild card per il tabellone principale:
- Alizé Cornet
- Caroline Garcia
- İpek Öz
- Mayar Sherif
- Vera Zvonarëva

Le seguenti giocatrici sono entrate nel tabellone principale passando dalle qualificazioni:

- Océane Dodin
- Beatriz Haddad Maia
- Kaja Juvan
- Marta Kostjuk
- Andrea Petković
- Aljaksandra Sasnovič
- Stefanie Vögele
- Zhang Shuai

Le seguenti giocatrici sono entrate in tabellone come lucky loser:
- Jaqueline Cristian
- Arantxa Rus

### Ritiri
Prima del torneo
- Ekaterina Aleksandrova → sostituita da  Amanda Anisimova
- Danielle Collins → sostituita da  Irina-Camelia Begu
- Anhelina Kalinina → sostituita da  Arantxa Rus
- Anastasija Pavljučenkova → sostituita da  Alison Van Uytvanck
- Karolína Plíšková → sostituita da  Ana Konjuh
- Markéta Vondroušová → sostituita da  Jaqueline Cristian
- Tamara Zidanšek → sostituita da  Ann Li

## Partecipanti doppio

### Teste di serie
| Nazione     | Giocatrice           | Nazione     | Giocatrice               | Ranking* | Testa di serie |
| ----------- | -------------------- | ----------- | ------------------------ | -------- | -------------- |
| Rep. Ceca   | Barbora Krejčiková   | Rep. Ceca   | Kateřina Siniaková       | 3        | 1              |
| Giappone    | Ena Shibahara        | Cina        | Zhang Shuai              | 12       | 2              |
| Russia      | Veronika Kudermetova | Belgio      | Elise Mertens            | 13       | 3              |
| Canada      | Gabriela Dabrowski   | Messico     | Giuliana Olmos           | 28       | 4              |
| Cile        | Alexa Guarachi       | Stati Uniti | Nicole Melichar-Martinez | 32       | 5              |
| Ucraina     | Ljudmyla Kičenok     | Lettonia    | Jeļena Ostapenko         | 52       | 6              |
| Stati Uniti | Desirae Krawczyk     | Australia   | Ellen Perez              | 53       | 7              |
| Kazakistan  | Anna Danilina        | Brasile     | Beatriz Haddad Maia      | 63       | 8              |

- Ranking al 14 febbraio 2022.

### Altre partecipanti
Le seguenti coppie di giocatrici hanno ricevuto una wild card per il tabellone principale:
- Mubarka Al-Naemi /  İpek Öz
- Mirjam Björklund /  Emily Webley-Smith

Le seguenti coppie di giocatrici sono entrate in tabellone con il protected ranking:
- Ulrikke Eikeri /  Aleksandra Panova
- Samantha Murray Sharan /  Bibiane Schoofs
- Alicja Rosolska /  Erin Routliffe

Le seguenti coppie di giocatrici sono entrate in tabellone come alternate:
- Oksana Kalašnikova /  Maryna Zanevs'ka

### Ritiri
Prima del torneo
- Vivian Heisen /  Xu Yifan → sostituite da  Oksana Kalašnikova /  Maryna Zanevs'ka

## Campionesse

### Singolare
Iga Świątek ha sconfitto in finale  Anett Kontaveit con il punteggio di 6-2, 6-0.
- È il primo titolo stagionale per la Świątek, il quarto della carriera.

### Doppio
Coco Gauff /  Jessica Pegula hanno sconfitto in finale  Veronika Kudermetova /  Elise Mertens con il punteggio di 3-6, 7-5, [10-5].